# Robert Penn Warren
Robert Penn Warren (24. dubna 1905 Guthrie, Kentucky – 15. září 1989 Stratton, Vermont) byl americký básník, kritik, spisovatel a učitel.

## Mládí
Narodil se jako nejstarší ze tří dětí bankéře Roberta Franklina Warrena a jako manželky, učitelky Anny Penn Warrenové. Vyrůstal se sestrou Mary a bratrem Thomasem. V roce 1911 začal studovat na místní škole v Guthrie. V roce 1920 přešel na vysokou školu do Clarkesville. Na jaře v roce 1921 utrpěl zranění levého oka, o které následně přišel. Během léta roku 1921 strávil 6 týdnů v Citizen Military Training Corp, kde vydal svou první báseň Prophecy v The Messkit. Na podzim roku 1921 započal studium na Vanderbiltově universitě ve věku 16 let. V roce 1925 nastoupil na Kalifornskou univerzitu jako postgraduální student a asistent výuky. Zde se setkal se svou manželkou Emmou C. Bresciou. V říjnu 1928 nastoupil na New College v Oxfordu v Anglii na Rhodesovo stipendium.

## Život
Vyučoval na univerzitách ve Vanderbilt, Nashvillu, Tennessee, na Southwestern College, Louisianské státní univerzitě a Yalu, v Memphisu a také v Minnesotě. Na Louisianské univerzitě založil a editoval spolu s Cleanthem Brooksem a Charlesem W. Pipkinem The Southern Review. Na univerzitě v Nashvillu se připojil ke skupině básníků a filosofů. Společně se nazývali Běženci. V roce 1928 se skupina rozpadla.
Na konci 20. let se Warren připojil ke skupině intelektuálů označovaných za "jižní agrárníky". Společně vydali v roce 1930 sborník esejů s názvem I´ll take my Stand (Zaujmu postoj). Ve svých textech hájili konzervativní, agrární a religiózní aspekty jižanské tradice. Zároveň podrobovali kritice expanzivní formy industrializace, aplikované průmyslovým Severem.
V roce 1929 se oženil s Emmou C. Bresciou. Manželství se rozpadlo 28. června 1951. V lednu 1952 se oženil s Eleanor Clark. Měli spolu dvě děti: Rosannu Phelps Warren a Gabriela Penn Warrena. Za svůj život získal mnoho ocenění, kromě toho třikrát získal Pulitzerovu cenu, jako jediný za beletrii (jedenkrát – 1947) i poezii (dvakrát – 1958 a 1979). Od 50. let až do své smrti žil v Connecticutu a ve svém letním domu ve Vermontu. Zemřel 15. září 1989 na rakovinu. Je pohřben ve Strattonu ve Vermontu.

## Literární tvorba

### Poezie
- Šestatřicet básní (1936),
- Sourozenec draků (1953),
- Sliby (1957),
- Vtělení (1970),
- Teď a potom (1978).

### Romány
- Noční jezdec (1939),
- U nebeských bran (1943), česky 1979, přeložila Eva Kondrysová
- Všichni jsou zbrojnoši královi (1946), česky 1995, přeložil Alois Josef Šťastný
- Dost světa a času (1950),
- Roj andělů (1955),
- Jeskyně (1959),
- Poušť (1961),
- Potopa: Příběh z našich časů (1964), česky 1974, přeložila Eva Kondrysová
- Na shledanou v Zeleném údolí (1971), česky 1982, přeložil František Vrba pod pseudonymem Alois Vinař
- Místo kam dojít (1977).